# Liste von Mühlen an der Mandau
Die Liste von Mühlen an der Mandau gibt eine Übersicht über die historischen Wassermühlen an der Mandau und ihren Zuflüssen unabhängig davon, ob sie noch existieren oder bereits verfallen und abgerissen sind. Es wurden über 60 Mühlenstandorte erfasst. Viele Mühlen existieren nicht mehr, einige sind umgebaut und dienen anderen Zwecken.
Bei Mühlen, die unter Denkmalschutz stehen, kann über die ID-Nummer der jeweilige Denkmaltext aus der sächsischen Denkmalliste aufgerufen werden. Die historische Bedeutung der Mühlen als Einzeldenkmale ergibt sich aus dem Denkmaltext des Landesamts für Denkmalpflege Sachsen.

## Legende
- Bild: zeigt ein Bild der Mühle und gegebenenfalls zusätzlich einen Link zu weiteren Fotos im Medienarchiv Wikimedia Commons.
- Bezeichnung: Name der Mühle und gegebenenfalls Bauwerksname des Kulturdenkmals
- Lage: Ortsteil bzw. Gemarkung sowie Straßenname und Hausnummer. Der Link Karte führt zur Kartendarstellung.
- Datierung: gibt das Jahr der Fertigstellung oder den Zeitraum der Errichtung an.
- Beschreibung: Angabe baulicher und geschichtlicher Einzelheiten, von Denkmaleigenschaften sowie ehemaligen Besitzern oder Bewohnern der Mühle
- ID: Falls die Mühle ein Kulturdenkmal ist, ist hier die ID-Nr. des Landesamts für Denkmalpflege Sachsen angegeben. Ein ggf. vorhandenes Icon  führt zu den Angaben bei Wikidata.

## Liste von Mühlen an der Mandau
Die Liste der ehemaligen Mühlen ist entsprechend der örtlichen Lage von der Quelle bis zur Mündung in die Lausitzer Neiße gegliedert.
| Bild                                    | Bezeichnung                                           | Lage                                                                | Datierung              | Beschreibung | ID       |
| --------------------------------------- | ----------------------------------------------------- | ------------------------------------------------------------------- | ---------------------- | --- | -------- |
| Direkt Bild zu diesem Denkmal hochladen | Mühle Alt Ehrenberg                                   | Staré Křečany 209 (Karte)                                           |                        | ehem. Mühle Staré Křečany (Alt Ehrenberg) an der Mandau (Mandava), jetzt Wohnhaus |          |
| Direkt Bild zu diesem Denkmal hochladen | Mühle und Sägemühle Alt Ehrenberg                     | Staré Křečany 289 (Karte)                                           |                        | ehem. Mühle und Sägewerk Staré Křečany (Alt Ehrenberg), in den 1950er Jahren abgerissen (wüst) |          |
| Direkt Bild zu diesem Denkmal hochladen | Mühle Nieder Ehrenberg                                | Dolní Křečany, OT von Rumburk, Tovární 203/7 (Karte)                |                        | ehem. Mühle Dolní Křečany (Nieder Ehrenberg), ab 1879 Garnspinnerei von Julius Pfeifer, später Textilfabrik |          |
| Direkt Bild zu diesem Denkmal hochladen | Buschmühle Rumburg                                    | Rumburk, Sukova 870/6 (Karte)                                       |                        | ehem. Buschmühle Rumburk, jetzt Wohnheim |          |
| Direkt Bild zu diesem Denkmal hochladen | Mühle Na Valech Rumburg                               | Rumburk, Na Valech (Karte)                                          |                        | ehem. Mühle Rumburk, abgerissen (wüst) |          |
| Direkt Bild zu diesem Denkmal hochladen | Schlossmühle Ober Hennersdorf                         | Rumburk 2-Horní Jindřichov, OT von Rumburk, Rolnická 119/2a (Karte) |                        | ehem. Schlossmühle Horní Jindřichov (Ober Hennersdorf), bis in die 1950er Jahre in Betrieb, jetzt Autowerkstatt |          |
| Direkt Bild zu diesem Denkmal hochladen | Grenzmühle Ober Hennersdorf                           | Horní Jindřichov, Vojtěcha Kováře 38/40 (Karte)                     |                        | ehem. Grenzmühle Horní Jindřichov (Ober Hennersdorf), ab 1909 Textilfabrik, jetzt Baufirma |          |
| Weitere Bilder                          | Obermühle Seifhennersdorf                             | Seifhennersdorf, Obermühlweg 1 (Karte)                              | 1850                   | ehem. Obermühle Seifhennersdorf; Mühlengebäude (ohne spätere Anbauten) mit der kompletten Mühlentechnik; Obergeschoss Fachwerk, Dachhecht, schönes Türportal, einziges erhaltenes Mühlengebäude im Ort, baugeschichtlich, ortsgeschichtlich und technikgeschichtlich von Bedeutung. | 09274538 |
| Direkt Bild zu diesem Denkmal hochladen | Obere Brettmühle Seifhennersdorf                      | Seifhennersdorf, Rumburger Straße 89 (Karte)                        |                        | ehem. Schneidemühle Seifhennersdorf |          |
| Direkt Bild zu diesem Denkmal hochladen | Mittelmühle Seifhennersdorf                           | Seifhennersdorf, Mittelmühlweg 2 (Karte)                            | 1686                   | ehem. Mittelmühle Seifhennersdorf, 1686 neu aus Stein erbaut, 1951 Betrieb eingestellt, 1971 abgerissen |          |
|                                         | Große Mühle oder Steinmühle Seifhennersdorf           | Seifhennersdorf, Großer Mühlweg 6 (Karte)                           | 1737                   | ehem. Große Mühle oder Steinmühle Seifhennersdorf; Wohnhaus der Steinmühle; vermutlich eines der ältesten Gebäude des Ortes, steiles Dach, bis unter den First starkes Bruchsteinmauerwerk, baugeschichtlich und ortsgeschichtlich von Bedeutung. | 09274772 |
|                                         | Ölmühle Seifhennersdorf                               | Seifhennersdorf, Halbendorfer Straße 9 (Karte)                      | um 1800                | ehem. Ölmühle Seifhennersdorf; Mühlenanwesen: Wohnstallhaus (Umgebinde) mit zwei Wirtschaftsgebäuden, Ölstampfe, Mühlteich und Radkastenanlage, vor dem Haus Granit-Wassertrog; Obergeschoss Fachwerk, teilweise verbrettert, teilweise zweifarbig verschiefert, baugeschichtlich und technikgeschichtlich von Bedeutung, verbretterte Fachwerk-Scheune, malerische Gebäudegruppe mit altem Baumbestand. | 09274747 |
| Direkt Bild zu diesem Denkmal hochladen | Valcha-Mühle Warnsdorf                                | Varnsdorf, Blatenská (Karte)                                        |                        | ehem. Mühle Varnsdorf am Valcha-Teich, urspr. Mahlmühle, später Fabrikanlage, abgerissen (wüst) |          |
| Direkt Bild zu diesem Denkmal hochladen | Obermühle Warnsdorf                                   | Varnsdorf, Žižkova 160 (Karte)                                      |                        | ehem. Obermühle Varnsdorf unterhalb des Valcha-Teichs, 1888 durch Brand zerstört, später Fa. Richter |          |
| Direkt Bild zu diesem Denkmal hochladen | Mittelmühle Warnsdorf                                 | Varnsdorf, Národní 499 (Karte)                                      |                        | ehem. Mittelmühle, älteste Mühle von Varnsdorf, später Fa. Fröhlich |          |
| Direkt Bild zu diesem Denkmal hochladen | Schlossmühle Warnsdorf                                | Varnsdorf, Nymburská 535 (Karte)                                    |                        | ehem. Schlossmühle Varnsdorf, nach 1864 Baumwollgarnspinnerei |          |
| Weitere Bilder                          | Niedermühle, Knoblův-Mühle oder Kočka-Mühle Warnsdorf | Varnsdorf, Bratislavská 948 (Karte)                                 |                        | ehem. Mühle Varnsdorf am Kočka.Teich, 1865 durch Brand zerstört, danach Textilfabrik der Fa. Liebisch |          |
| Weitere Bilder                          | Steinmühle oder Mittelmühle Großschönau               | Großschönau, Am Damm 17 (Karte)                                     | 1761/1822              | ehem. Steinmühle Großschönau; Wohnmühlenhaus; Obergeschoss Fachwerk, geschweiftes Bohlen-Walmdach mit Hecht, baugeschichtlich, ortsgeschichtlich und straßenbildprägend von Bedeutung. | 09300250 |
| Direkt Bild zu diesem Denkmal hochladen | Kleine Mühle Großschönau                              | Großschönau, Hainewalder Straße (Karte)                             |                        | ehem. Kleine Mühle, 1866 abgebrannt, abgerissen, genaue Lage unklar |          |
| Weitere Bilder                          | Obermühle Hainewalde                                  | Hainewalde, Talstraße 17 (Karte)                                    | 1730                   | ehem. Obere Mühle Hainewalde; Mühle mit Wohnstallhaus, Wohnhaus und Hofbaum (Linde); Wohnstallhaus mit Portalen; baugeschichtlich und ortsgeschichtlich von Bedeutung. | 09271221 |
| Weitere Bilder                          | Mittelmühle und Papierfabrik Hainewalde               | Hainewalde, Mühlstraße 6 (Karte)                                    | Ende 19. Jh./A. 20. Jh | ehem. Mittelmühle Hainewalde, später Papier- und Kartonagenfabrik; Wohnhaus und zwei Trockentürme der Papierfabrik; baugeschichtlich und technikgeschichtlich von Bedeutung. | 09271050 |
| Direkt Bild zu diesem Denkmal hochladen | Siedemühle Hainewalde                                 | Hainewalde (Karte)                                                  | 1793                   | ehem. Siedemühle Hainewalde am Siedemühlteich, Öl- und Mahlmühle, ab 1924 Firma Siegler & Altmann als Stranggarnfärberei, 1994 abgerissen |          |
| Weitere Bilder                          | Niedermühle Hainewalde                                | Hainewalde, Kleine Seite 35 (Karte)                                 | 18. Jh.                | ehem. Niedermühle Hainewalde; Mühle mit zwei Mühlengebäuden und Sheddachhalle; das barocke, westliche Mühlengebäude mit älterem und jüngerem Anbau nach Westen, der parallele neuere Bau und die Sheddachhalle, orts- und technikgeschichtlich von Bedeutung. | 09303504 |
| Weitere Bilder                          | Scheibemühle Mittelherwigsdorf                        | Mittelherwigsdorf, Zur Felsenmühle 2; 8 (Karte)                     | 18. Jh.                | ehem. Scheibemühle Mittelherwigsdorf; Mühle mit Mühlenwohnhaus, Nebengebäude und Fabrikgebäude; baugeschichtlich und ortsgeschichtlich von Bedeutung. | 09303814 |
| Direkt Bild zu diesem Denkmal hochladen | Stegemühle oder Niedermühle Mittelherwigsdorf         | Mittelherwigsdorf, Schenkstraße 2 (Karte)                           |                        | ehem. Stegemühle oder Niedermühle Mittelherwigsdorf |          |
| Weitere Bilder                          | Mauermannmühle oder Schnabelmühle Pethau              | Pethau, Paul-Teichgräber-Straße 11 (Karte)                          | um 1880                | ehem. Mauermannmühle oder Schnabelmühle Pethau; Mühle mit allen Gebäudeteilen, dabei das Hauptgebäude mit gleichartigem Anbau im Winkel links, das diesem gegenüberliegende hofbildende Stall- und Remisengebäude rechts, die Scheune im Grundstück vorn links, Reste der Technik hinter der Mühle, das Mühlrad und die Wehranlage des Kupferwehres; baugeschichtlich, ortsgeschichtlich und technikgeschichtlich von Bedeutung, am Wohnhausanbau befindet sich ein wertvoller Wappenstein.                                                    | 08992316 |
| Weitere Bilder                          | Alte Burgmühle Zittau                                 | Zittau, Pescheckstraße 8 (Karte)                                    | 1745                   | ehem. Alte Burgmühle Zittau am Burgmühlgraben; Anwesen (ehemalige Mühle) mit Wohnhaus, Wirtschaftsgebäude und eingeschossigem Verbindungsbau; baugeschichtlich und wirtschaftsgeschichtlich von Bedeutung, barockes Wohnhaus mit hohem Mansarddach und schönem barocken Portal. | 09271877 |
| Weitere Bilder                          | Burgmühle Zittau                                      | Zittau, Pescheckstraße 14b; 14c; 14d (Karte)                        | 1921                   | ehem. Burgmühle Zittau; jetzt Wohnhaus (mit drei Hausnummern) auf dem Gelände einer abgebrochenen Wassermühle, mit Einfriedung, sowie hinter dem Haus Mühlgraben und Wehr; städtebaulich, baugeschichtlich und ortsgeschichtlich von Bedeutung, im Heimatstil der 1920er Jahre (der Vorgängerbau stammte von 1680, erneuert 1843), siehe auch ein weiteres Wohnhaus Weststraße 31/33. | 09271878 |
|                                         | Schöne-Mühle Zittau                                   | Zittau, Hältergasse 2 (Karte)                                       | 18. Jh.                | ehem. Schöne-Mühle Zittau; Wassermühle mit zwei seitlich angebauten Wirtschaftstrakten; baugeschichtlich, ortsgeschichtlich und wirtschaftsgeschichtlich von Bedeutung, älteste der Olbersdorfer Wassermühlen (im Ursprung 14. Jh.), gehörte ursprünglich zum Kloster Marienthal. | 09271942 |
| Direkt Bild zu diesem Denkmal hochladen | Schubertsche Weberei Zittau                           | Zittau, Äußere Oybiner Straße 14b; 16 (Karte)                       |                        | ehem. Mühle, danach Schubertsche Weberei Zittau, später Textilwerke Zittau (gegr. 1862); Fabrikgebäude (Mechanische Weberei); ortsgeschichtlich, baugeschichtlich, straßenbildprägend und technikgeschichtlich von Bedeutung, Backsteinarchitektur, zunächst Färberei und Druckerei. | 09271939 |
|                                         | Mühle Zittau                                          | Zittau, Theodor-Körner-Allee 2 (Karte)                              |                        | ehem. Mühle Zittau am Hospitalmühlgraben, ab 1865 Weberei und Färberei Dannenberg; später Gießerei Schuppe; Fabrikanlage mit Schornstein und die gesamten Garagenanlagen; baugeschichtlich, ortsgeschichtlich, technikgeschichtlich und verkehrsgeschichtlich von Bedeutung. 1865 als Weberei und Färberei Dannenberg erbaut, 1919 von Richard Schuppe umgebaut und erweitert zur Gießerei und Großgaragenanlage, alle Gebäude des Komplexes, dabei die Fabrik- und Kontorgebäude, aus zyklopisch verlegtem, unverputztem Bruchsteinmauerwerk. | 09271940 |
| Weitere Bilder                          | Pfortmühle Zittau                                     | Zittau (Karte)                                                      |                        | ehem. Pfortmühle Zittau am Hospitalmühlgraben, an der ehem. Wasserpforte im Südosten der Stadt, 1826 abgetragen, siehe Prospekt der Stadt Zittau von 1757, genaue Lage unklar |          |
|                                         | Hospitalmühle Zittau                                  | Zittau, Friedensstraße 12-16 (Karte)                                |                        | ehem. Hospitalmühle Zittau am Hospitalmühlgraben, genaue Lage unklar |          |

## Liste von Mühlen an den Zuflüssen der Mandau
Die Liste der ehemaligen Mühlen ist entsprechend der örtlichen Lage von der Quelle bis zur Mündung gegliedert.
| Mühlen am Leutersdorfer Bach                       |                                                              |                                                  |                   | |          |
| Direkt Bild zu diesem Denkmal hochladen            | Obermühle Leutersdorf                                        | Leutersdorf, Am Oberen Teich 9 (Karte)           |                   | ehem. Obermühle (auch Teichmühle) Leutersdorf am Leutersdorfer Bach, in den 1990er Jahren abgerissen, genaue Lage unklar |          |
| Direkt Bild zu diesem Denkmal hochladen            | Schlossmühle Leutersdorf                                     | Leutersdorf, Geschwister-Scholl-Straße 6 (Karte) |                   | ehem. Schlossmühle Leutersdorf |          |
| Direkt Bild zu diesem Denkmal hochladen            | Niedermühle Leutersdorf                                      | Leutersdorf, Teichweg 2 (Karte)                  |                   | ehem. Niedermühle oder Ottomühle Leutersdorf |          |
| Weitere Bilder                                     | Seifner Brettmühle Seifhennersdorf                           | Seifhennersdorf, Leutersdorfer Straße 43 (Karte) | um 1800           | ehem. Seifner Brettmühle Seifhennersdorf, später Sägemühle Bergmann; Wohnhaus (Umgebinde); Doppelstubenhaus, Obergeschoss Fachwerk, horizontal verbrettert, ehemaliges Wohnhaus der Seifner Brettmühle, Blickfang, ortsbildprägend, baugeschichtlich von Bedeutung. | 09274731 |
| Direkt Bild zu diesem Denkmal hochladen            | Kleine Mühle Seifen                                          | Seifhennersdorf, Leutersdorfer Straße 18 (Karte) | 19. Jh.           | ehem. Mühle Seifhennersdorf, abgerissen, genaue Lage unklar, |          |
| Mühlen am Landwasser                               |                                                              |                                                  |                   | |          |
| Direkt Bild zu diesem Denkmal hochladen            | Niedermühle Eibau                                            | Eibau, Hauptstraße 8 (Karte)                     |                   | ehem. Niedermühle Eibau |          |
| Direkt Bild zu diesem Denkmal hochladen            | Krausemühle Oderwitz                                         | Oderwitz, Hauptstraße 8 (Karte)                  |                   | ehem. Krausemühle Oderwitz, genaue Lage unklar |          |
| Direkt Bild zu diesem Denkmal hochladen            | Stoll-Mühle Oderwitz                                         | Oderwitz, Hauptstraße 10-10a (Karte)             |                   | ehem. Stoll-Mühle Oderwitz, abgerissen, genaue Lage unklar |          |
|                                                    | Feldmühle Oderwitz                                           | Oderwitz, Adlerberg 6 (Karte)                    |                   | ehem. Feldmühle Oderwitz, genaue Lage unklar |          |
| Weitere Bilder                                     | Bertholdmühle Oberoderwitz                                   | Oderwitz, Dorfstraße 25 (Karte)                  | 1793              | Bertholdmühle oder Bernhardtmühle Oberoderwitz, seit den 1960er Jahren auf elektrischen Betrieb umgestellt, noch in Betrieb; Mühle mit Wohnmühlenhaus einschließlich viergeschossigem Mühlentrakt, in rechtem Winkel angebautem Gebäude für Absackerei und Verladung sowie Silo; baugeschichtlich und technikgeschichtlich von Bedeutung, schönes Eingangsportal am Wohnhaus, ein entscheidend auenbildprägendes Mühlenanwesen von ortshistorischer Bedeutung.                                                                                        | 08962149 |
| Weitere Bilder                                     | Hamannmühle Oberoderwitz                                     | Oderwitz, Dorfstraße 83 (Karte)                  |                   | ehem. Hamannmühle Oberoderwitz, später Elektrowerkstatt Nitzschmann & Zschockelt |          |
| Direkt Bild zu diesem Denkmal hochladen            | Kreischermühle Mitteloderwitz                                | Oderwitz, Thomas-Müntzer-Weg 2 (Karte)           |                   | ehem. Kreischermühle Niederoderwitz, gehörte zum Rittergut Kreischerhof, unterhalb des Hofeteichs |          |
| Weitere Bilder                                     | Obermühle Niederoderwitz                                     | Oderwitz, Rosa-Luxemburg-Straße (29) (Karte)     |                   | ehem. Obermühle Niederoderwitz, genaue Lage unklar |          |
| Weitere Bilder                                     | Mittelmühle Niederoderwitz                                   | Oderwitz, Mühlaue 19 (Karte)                     | um 1800           | ehem. Mittelmühle Niederoderwitz; Wohnhaus (Umgebinde) als Rest einer Mühle; baugeschichtlich, ortsgeschichtlich und hausgeschichtlich von Bedeutung, eingeschossiges Umgebindehaus mit Dachhecht. Blockstube mit Umgebinde auf massivem Unterbau (Kellergeschoß), rechts zu 3/2 Jochen, Stube verschalt, Umgebinde-Konstruktion frei (Spannriegel/Knaggen); das gesamte Gebäude nach 1930 umgebaut (Massivteil, Hecht, Dachgeschoß); im linken Giebeltrapez Reichenberger Schiefer, handbehauen; Krüppelwalm; an der Rückseite alter Granittürstock. | 09274110 |
| Weitere Bilder                                     | Niedermühle Oderwitz                                         | Oderwitz, An der Mühlwiese 2 (Karte)             | um 1800           | ehem. Niedere Mühle (auch Kleine Mühle oder Neumannmühle) Oderwitz; Wirtschaftsgebäude (mit Stallungen) und Scheune der ehemaligen Niedermühle; baugeschichtlich und wirtschaftsgeschichtlich von Bedeutung, Fachwerkbauten. | 09274117 |
| Weitere Bilder                                     | Felsenmühle Mittelherwigsdorf                                | Mittelherwigsdorf, Zur Felsenmühle 10 (Karte)    | um 1800           | ehem. Felsenmühle Mittelherwigsdorf; Mühle; Haus Obergeschoss Fachwerk teilweise verbrettert, baugeschichtlich und ortsgeschichtlich von Bedeutung. | 09273765 |
| Mühlen an der Lausur und am Waltersdorfer Dorfbach |                                                              |                                                  |                   | |          |
| Direkt Bild zu diesem Denkmal hochladen            | Mühle Obergrund                                              | Horní Podluží 96 (Karte)                         |                   | ehem. Mühle Horní Podluží (Obergrund) am Lužnička (Lausur oder Lauschebach), ab 1900 Garnspinnerei der Fa. Johne |          |
| Direkt Bild zu diesem Denkmal hochladen            | Richter-Mühle Niedergrund                                    | Dolní Podluží 43 (Karte)                         |                   | ehem. Richter-Mühle in Dolní Podluží (Niedergrund) am Lužnička (Lausur) |          |
|                                                    | Buschmühle Innozenzidorf                                     | Lesné 10 (Karte)                                 |                   | ehem. Buschmühle in Lesné (Innozenzidorf oder Buschdörfel), jetzt Waldmühle am Lesenský potok (Waldbach) |          |
| Direkt Bild zu diesem Denkmal hochladen            | Mühle Niedergrund                                            | Dolní Podluží 235 (Karte)                        |                   | ehem. Mühle in Dolní Podluží (Niedergrund) am Lesenský potok (Waldbach), jetzt Fa. Helix s.r.o. |          |
| Direkt Bild zu diesem Denkmal hochladen            | Sorgemühle Walterdorf                                        | Waltersdorf, Neue Sorge 13 (Karte)               |                   | ehem. Sorgemühle, Sägemühle, später Papiermühle und Weberei, abgerissen |          |
| Direkt Bild zu diesem Denkmal hochladen            | Holzmühle Waltersdorf                                        | Waltersdorf, Hauptstraße 74 (Karte)              |                   | ehem. Loh- und Ölmühle Waltersdorf am Waltersdorfer Dorfbach, später Holzmühle und Holzwollefabrik |          |
| Weitere Bilder                                     | Obermühle oder Schiefermühle Waltersdorf                     | Waltersdorf, Hauptstraße 41 (Karte)              | 1715              | ehem. Mahlmühle Waltersdorf am Waltersdorfer Dorfbach; Mühle; Tafel mit Aufschrift: Unter der Regierung T.T. Herrn Bürgermeister Dr. Carl Philipp Stolle hat herr Scabinus Dr. Johann Heinrich Göttlich im Jahre 1715 diese Mühle erbaut. - Erneuert im Jahre 1859 durch Mstr. Friedrich August Lindner, baugeschichtlich und ortsgeschichtlich von Bedeutung. | 09270711 |
| Weitere Bilder                                     | Mittelmühle Waltersdorf                                      | Waltersdorf, Dorfstraße 89 (Karte)               | 1400              | ehem. Mittelmühle Waltersdorf am Waltersdorfer Dorfbach, Holz-, Mahl- und Sägemühle, jetzt Volkskunde- und Mühlenmuseum; Mühlengebäude; zwei Gebäudeteile im Winkel, heute Museum, baugeschichtlich, ortsgeschichtlich und technikgeschichtlich von Bedeutung. | 09270820 |
| Direkt Bild zu diesem Denkmal hochladen            | Niedermühle Waltersdorf                                      | Waltersdorf, Dorfstraße 50 (Karte)               |                   | ehem. Niedermühle |          |
| Direkt Bild zu diesem Denkmal hochladen            | Papiermühle Waltersdorf                                      | Waltersdorf, Dorfstraße 22 (Karte)               |                   | ehem. Papiermühle, später Papier- und Pappenfabrik Gustav Gulisch, danach Weberei, abgerissen |          |
| Weitere Bilder                                     | Neuschönauer Brettmühle oder Neumannmühle Großschönau        | Großschönau, Finkenhübelstraße 4 (Karte)         | um 1800           | ehem. Neuschönauer Brettmühle (auch Neumannmühle) Großschönau an der Lausur; Mühle mit allen Gebäuden, dabei das Wohnhaus (Umgebinde) mit vorderem massiven Anbau, ein Holzgebäude rechts daran, die Fachwerkscheune und alle massiven Scheunen und Stallungen, dazu die verbliebene technische Ausrüstung (Holzzahnräder etc.); baugeschichtlich und ortsgeschichtlich von Bedeutung. | 09272691 |
| Weitere Bilder                                     | Obere Mühle Großschönau                                      | Großschönau, Waltersdorfer Straße 1 (Karte)      |                   | ehem. Obere Mühle Großschönau am Mühlgraben der Lausur; Mühle mit allen Bestandteilen; dabei das Wohnhaus als Umgebinde-Doppelstubenhaus, die massiven Bauteile, der gemauerte Mühlgraben von der Lausur, die Hofeinfahrt mit den Pfeilern, baugeschichtlich und wirtschaftsgeschichtlich von Bedeutung. | 09272603 |
| Mühlen am Grundbach und Goldbach                   |                                                              |                                                  |                   | |          |
| Direkt Bild zu diesem Denkmal hochladen            | Obermühle Jonsdorf                                           | Kurort Jonsdorf, Mühlbergweg 19 (Karte)          |                   | ehem. Obere Mühle in Neujonsdorf am Pochebach |          |
| Direkt Bild zu diesem Denkmal hochladen            | Niedermühle Jonsdorf                                         | Kurort Jonsdorf, Großschönaer Straße 2 (Karte)   |                   | ehem. Niedere Mühle in Neujonsdorf am Pochebach, jetzt Holzbau, genaue Lage unklar |          |
| Direkt Bild zu diesem Denkmal hochladen            | Pochemühle Bertsdorf                                         | Bertsdorf, Jägerwäldchen 2 (Karte)               |                   | ehem. Pochemühle Bertsdorf am Pocheteich, genaue Lage unklar |          |
| Weitere Bilder                                     | Mühle                                                        | Kurort Jonsdorf, Hainstraße 7 (Karte)            |                   | ehem. Kleine Mühle im Schweizertal in Altjonsdorf, später Gaststätte „Zum Schweizertal“ |          |
| Weitere Bilder                                     | Rengermühle oder Alte Mühle Jonsdorf                         | Kurort Jonsdorf, Peters Hübel 27 (Karte)         | 1. Hälfte 19. Jh. | ehem. Rengermühle Jonsdorf am Grundbach; Mühle mit angebautem Nebengebäude; Obergeschoss Fachwerk verbrettert, ortsbildprägende Lage, baugeschichtlich von Bedeutung, als Mühle auch von ortsgeschichtlicher Bedeutung. | 08992091 |
| Direkt Bild zu diesem Denkmal hochladen            | Schwerdtner-Mühle Jonsdorf                                   | Kurort Jonsdorf, Zittauer Straße 12 (Karte)      |                   | ehem. Schwerdtner-Mühle im OT Hänischmühe, später Fa. Koci Jonsdorf, , |          |
| Direkt Bild zu diesem Denkmal hochladen            | Goldbergmühle Jonsdorf                                       | Kurort Jonsdorf, Hänischmühe 26 (Karte)          |                   | ehem. Goldbergmühle im OT Hänischmühe |          |
| Direkt Bild zu diesem Denkmal hochladen            | Obermühle Bertsdorf                                          | Bertsdorf, Hauptstraße 93 (Karte)                |                   | ehem. Obermühle Bertsdorf am Bertsdorfer Dorfbach |          |
| Weitere Bilder                                     | Mittelmühle Bertsdorf                                        | Bertsdorf, Hauptstraße 64 (Karte)                | 1809              | ehem. Mittelmühle Bertsdorf am Bertsdorfer Dorfbach; Mühlengebäude; heute Wohnhaus mit späterem Ladeneinbau, baugeschichtlich und ortsgeschichtlich von Bedeutung. | 09273097 |
| Direkt Bild zu diesem Denkmal hochladen            | Niedermühle oder Lehmann-Mühle Bertsdorf                     | Bertsdorf, Am Unteren Mühlgraben 1 (Karte)       |                   | ehem. Niedermühle oder Lehmann-Mühle Bertsdorf am Bertsdorfer Dorfbach |          |
| Direkt Bild zu diesem Denkmal hochladen            | Vorwerksmühle Hörnitz                                        | Hörnitz, Am Höllgraben 1 (Karte)                 |                   | ehem. Vorwerksmühle Hörnitz am Bertsdorfer Dorfbach, bis 1976 in Betrieb |          |
| Weitere Bilder                                     | Niedermühle oder Kleinmühle Hörnitz Schöne-Mühle Alt-Hörnitz | Hörnitz, Heinestraße 3 (Karte)                   |                   | ehem. Niedermühle (auch Schöne-Mühle oder Alte Mühle) Alt-Hörnitz am Bertsdorfer Dorfbach |          |
| Weitere Bilder                                     | Mühle Kleine Burg Oybin                                      | Oybin, Hauptstraße 8 (Karte)                     | 17. Jh.           | ehem. Mühle Kleine Burg Oybin am Goldbach; Mühle; ältestes Gebäude Oybins, Putzbau mit Walmdach, der Türstock stammt vom alten Kretscham", bez. 1720, heute Gasthaus, baugeschichtlich, hausgeschichtlich und ortsgeschichtlich von Bedeutung. | 09270868 |
|                                                    | Obermühle oder Steinhaus-Mühle Oybin                         | Oybin, Friedrich-Engels-Straße 22 (Karte)        | 1836              | ehem. Obermühle (auch Schumannmühle bzw. Steinhaus-Mühle) Oybin am Goldbach; Türstock des Mühlengebäudes; handwerklich-künstlerisch von Bedeutung. | 09271202 |
| Direkt Bild zu diesem Denkmal hochladen            | Mittelmühle oder Rittermühle Oybin                           | Oybin, Friedrich-Engels-Straße 20 (Karte)        |                   | ehem. Mittelmühle oder Rittermühle Oybin, urspr. zwei Mahlmühlen (Zistelmühle) |          |
| Weitere Bilder                                     | Teufelsmühle Oybin                                           | Oybin, Friedrich-Engels-Straße 17 (Karte)        |                   | ehem. Teufelsmühle Oybin (auch Einsiedelmühle oder Thalmühle) am Goldbach, urspr. Sägemühle, später Mahlmühle, jetzt Hotel |          |
| Direkt Bild zu diesem Denkmal hochladen            | Niedermühle Oybin                                            | Oybin, Fichtestraße 7 (Karte)                    |                   | ehem. Niedermühle Oybin im Niederdorf, Brettmühle, später Sägewerk |          |
| Direkt Bild zu diesem Denkmal hochladen            | Schwarzmühle Städtel                                         | Olbersdorf (Karte)                               |                   | ehem. Schwarzmühle Städtel in Olbersdorf, benannt nach dem ehem. Besitzer Schwarze, später Papier- und Pappenfabrik, vermutlich abgerissen, genaue Lage unklar. |          |
| Direkt Bild zu diesem Denkmal hochladen            | Kummermühle Städtel                                          | Olbersdorf, Ernst-May-Straße (Karte)             |                   | ehem. Kummermühle Städtel in Olbersdorf (auch als Mühle am oberen Ende bezeichnet), genaue Lage unklar |          |
| Direkt Bild zu diesem Denkmal hochladen            | Hahmann-Mühle Olbersdorf                                     | Olbersdorf, Clara-Zetkin-Straße 2 (Karte)        | 1808              | ehem. Hahmann-Mühle Olbersdorf am Goldbach, 1859 durch Brand zerstört, danach Appreturanstalt; Türstock eines ehemaligen Mühlengebäudes; reich gestaltetes barock-klassizistisches Korbbogenportal, künstlerisch von Bedeutung. | 09273276 |
| Direkt Bild zu diesem Denkmal hochladen            | Walkmühle Olbersdorf                                         | Olbersdorf, Ernst-May-Straße 29 (Karte)          |                   | ehem. Walkmühle Olbersdorf, genaue Lage unklar |          |
|                                                    | Obermühle oder Hähnel-Mühle Olbersdorf                       | Olbersdorf, Mühlweg (Karte)                      |                   | ehem. Obermühle Olbersdorf, abgerissen (wüst), genaue Lage unklar |          |
| Direkt Bild zu diesem Denkmal hochladen            | Fabianmühle Olbersdorf                                       | Olbersdorf, August-Bebel-Str. 127 (Karte)        | 1848              | ehem. Fabianmühle Olbersdorf, benannt nach dem ehem. Besitzer Ernst Friedrich Fabian (1854), jetzt Kokosweberei Hilger |          |
|                                                    | Kupfermühle Olbersdorf                                       | Olbersdorf, Schulweg 9 (Karte)                   |                   | ehem. Kupfermühle Olbersdorf, urspr. ein Kupferhammer, genaue Lage unklar |          |
| Direkt Bild zu diesem Denkmal hochladen            | Ölmühle Olbersdorf                                           | Olbersdorf, Schulweg (Karte)                     |                   | ehem. Ölmühle Olbersdorf, urspr. Obere Mühle bzw. Strumpfwalke, ab 1890 Zweigbetrieb der Weberei Wagner & Co.,genaue Lage unklar |          |
| Direkt Bild zu diesem Denkmal hochladen            | Rothe Mühle Olbersdorf                                       | Olbersdorf, August-Bebel-Straße (Karte)          |                   | ehem. Rothe Mühle Olbersdorf, genaue Lage unklar |          |
| Direkt Bild zu diesem Denkmal hochladen            | Mühle Nieder Viehbig                                         | Olbersdorf, August-Bebel-Straße (Karte)          |                   | ehem. Mühle Nieder Viehbig in Olbersdorf, genaue Lage unklar |          |
| Direkt Bild zu diesem Denkmal hochladen            | Adam-Mühle oder Kummermühle Olbersdorf                       | Olbersdorf, August-Bebel-Straße 31 (Karte)       | 1748              | ehem. Adam-Mühle Olbersdorf am Goldbach; Müller-Wohnhaus und angebautes Mühlengebäude; imposanter Barockbau mit Mansarddach, zwei profilierte Sandstein-Portale mit eingemeißelten Mühlenzeichen, ortsgeschichtlich und baugeschichtlich von Bedeutung. | 09273229 |
| Direkt Bild zu diesem Denkmal hochladen            | Niedermühle Olbersdorf                                       | Olbersdorf, Am Mühlgraben (Karte)                |                   | ehem. Niedermühle Olbersdorf, abgerissen |          |